# 帕尔米贾尼诺

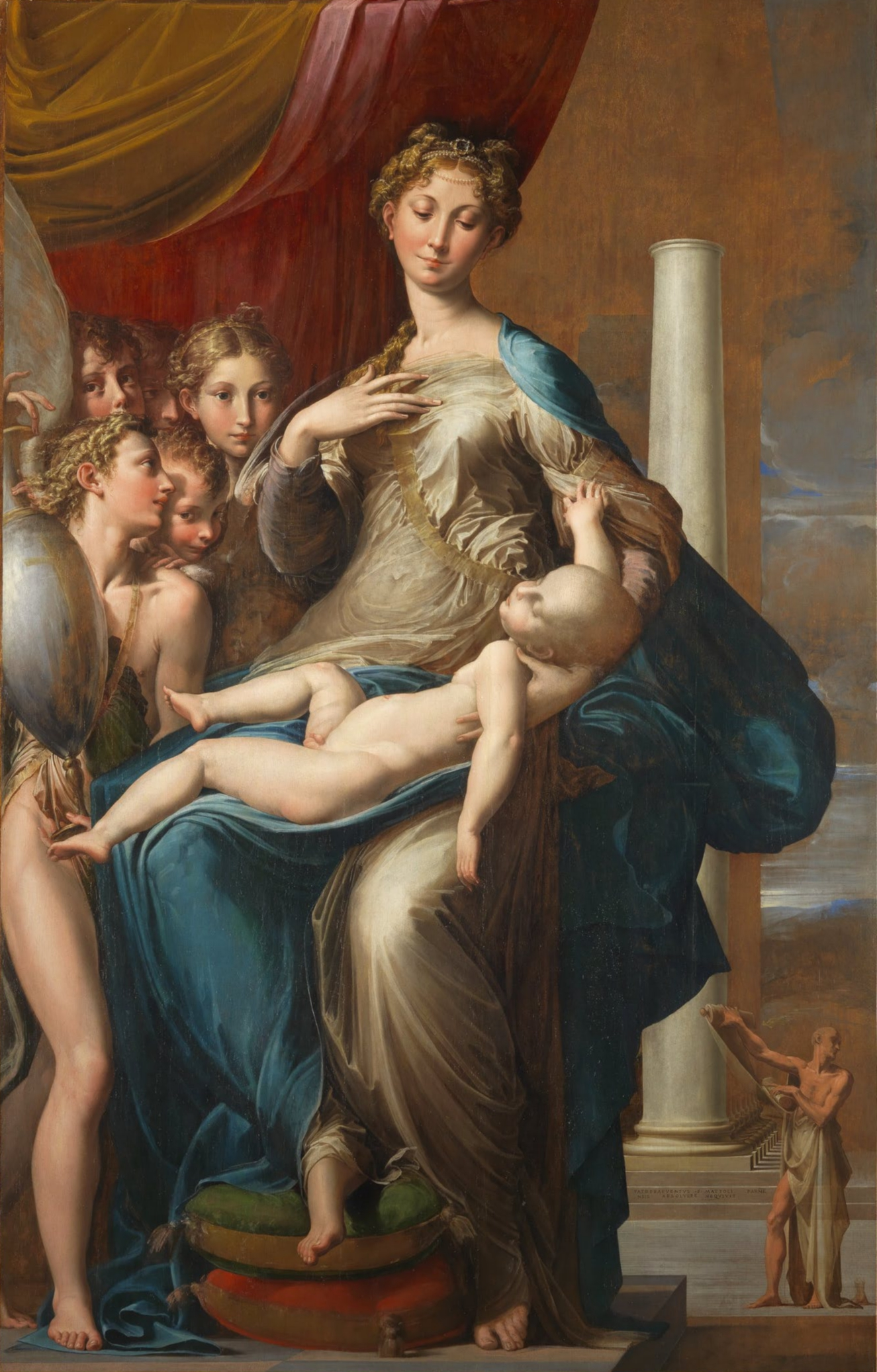
长颈圣母

吉罗拉莫·弗朗切斯科·马里亚·马佐拉（義大利語：Girolamo Francesco Maria Mazzola；1503年1月11日—1540年8月24日），人称帕尔米贾尼诺（義大利語：Parmigianino，義大利語發音：[parmidʒaˈniːno] 美國 /-dʒɑːˈ-/,，意为“来自帕尔马的小个子”），是16世纪意大利矫饰主义风格画家，同时他也是一名版画家，活跃于佛罗伦萨、罗马、博洛尼亚、帕尔马等意大利诸城。他的作品以“精致的性感”为特征，往往带有夸张风格，人物肢体修长，代表作有《长颈圣母》、《绅士肖像》。他至今都是风格主义时期初代艺术家中最负有盛名的。
他非凡的个人才华一直备受认可，但他的职业生涯因战争而被迫中断，尤其是发生在1527年的罗马之劫，从他移居罗马的第三年爆发，一直持续到他37岁死去。他创作了杰出的素描作品，也是最早尝试版画创作的意大利画家之一。他创作的作品现今广被收藏在意大利乃至世界各地的主要博物馆中，但他的两件大型湿壁画作品却分别位于帕尔马的一座教堂和附近小镇的一座宫殿中。由于地理位置的原因且画面中缺少中心主题，这些作品不如其他同类艺术家的作品那么出名。他创作了许多重要的肖像画，引领了意大利四分之三身长及全身人物画的潮流，而此前这种风格大多为皇室所专属。